# زوار (فنوج)
زوار (فنوج)، روستایی در دهستان فنوج بخش مرکزی شهرستان فنوج استان سیستان و بلوچستان ایران است.

## جمعیت
این روستا در دهستان فنوج قرار دارد و براساس سرشماری مرکز آمار ایران در سال ۱۳۸۵، جمعیت آن ۸۲ نفر (۱۸خانوار) بوده‌است.